# Селефаїс
«Селефа́їс» (англ. Celephaїs) — оповідання Говарда Лавкрафта, написане в листопаді 1920 року і вперше опубліковане в журналі Rainbow 1922. Українською видане у 2016 році.
Оповідання описує фантазії самотнього чоловіка, останнього зі свого роду, Куранеса. В одному зі снів йому привиділося чудесне місто Селефаїс, яке він шукав все життя і врешті знайшов, також у снах.
«Селефаїс» є одним з ключових творів Циклу Снів Говарда Лавкрафта. За спогадами автора, написати оповідання його спонукав сон, де він літав над містом.

## Сюжет
Головний герой твору — Куранес, отримав таке ім'я в одному зі своїх снів, де подорожував фантастичними країнами. В реальності він був жителем Лондона, останнім представником свого роду. З часом він ставав все більш відлюдькуватим і віддавав перевагу своїм снам, які ставали все яскравішими, над реальністю.
Одного разу Куранесові наснився родовий будинок, де він жив в дитинстві. Пройшовши звідти через безлюдне селище і темну безодню, він побачив прекрасне місто, але в цей момент прокинувся. Куранес, впевнений, що то було місто Селефаїс з його дитячих снів, в яких він проживав цілі місяці, поставив собі за мету побувати там. Однак сни заносили його в інші місця, часом повні небезпек, таких як Жрець у жовтій масці. Щоб збільшити тривалість сну, Куранес почав вживати наркотики.
Витративши всі свої гроші, Куранес вирушив блукати вулицями Лондона і його забрав лицарський кортеж з Селефаїсу у країну снів. Там він став правителем всіх бачених уві сні земель, в той час, як в реальності його мертве тіло лежало на прибережних каменях.